# Kepler-296e
Kepler-296e también conocido como KOI-1422.05, es el segundo exoplaneta confirmado más similar a la Tierra, solo superado por Kepler-438b. Su índice de similitud estimado en un 85 %, convierte al objeto en un posible análogo a la Tierra capaz de albergar vida extraterrestre. Fue descubierto en 2015 por el telescopio espacial Kepler, siendo el quinto planeta encontrado en torno al sistema Kepler-296.

## Características
Kepler-296e  forma parte de un sistema estelar quíntuple situado a 669 años luz de la Tierra. Es el cuarto planeta más cercano a KOI-1422 (Kepler-296) de cuantos han sido descubiertos y confirmados, y también el más pequeño (completan el sistema dos supertierras y un gigante gaseoso situados más allá del confín interno de la zona de habitabilidad, y otro terrestre de masa levemente superior cerca del límite externo - aunque permanece dentro de la zona habitable -). Kepler-296 es una enana roja (clasificación estelar tipo M), por lo que su luminosidad es inferior a la del Sol. Como consecuencia, su zona habitable es muy reducida y se encuentra muy próxima a ella. Kepler-296e completa su órbita en tan solo 34 días, menos de la mitad que Mercurio (es posible que se encuentre anclado por marea), pero dado el reducido tamaño de su estrella anfitriona se estima que su temperatura media superficial, considerando una atmósfera similar a la terrestre, sería de 33.45 °C (-5.75 °C sin efectos atmosféricos), que lo convertirían en un mesoplaneta. No obstante, las condiciones superficiales dependen en gran medida de la combinación de gases presentes en la atmósfera.
La masa de Kepler-296e es aproximadamente 3.32 veces superior a la de la Tierra y su radio representa 1.48 veces el terrestre. Con tales condiciones, su gravedad y velocidad de escape deben ser un 50 % mayores que las de la Tierra.

## Posibilidades de vida

### Incógnitas
Con un índice de similitud con la Tierra de 0.85, Kepler-296e es el segundo exoplaneta confirmado con más posibilidades de albergar vida. Sus condiciones reales son desconocidas y su potencial de habitabilidad, con los datos disponibles, depende fundamentalmente de:
- Su composición atmosférica (presencia de oxígeno y otros gases en proporciones adecuadas)
- La estabilidad de su estrella anfitriona (propensión a erupciones masivas que la conviertan en una estrella fulgurante), dada su proximidad respecto a la misma
- La presencia de cantidades significativas de agua en su superficie
- La existencia de un campo magnético importante que proteja al planeta de la radiación y del viento estelar
- Si el planeta se encuentra anclado por marea
- La presencia de una tectónica de placas que renueve los materiales y gases de su superficie

#### Composición atmosférica

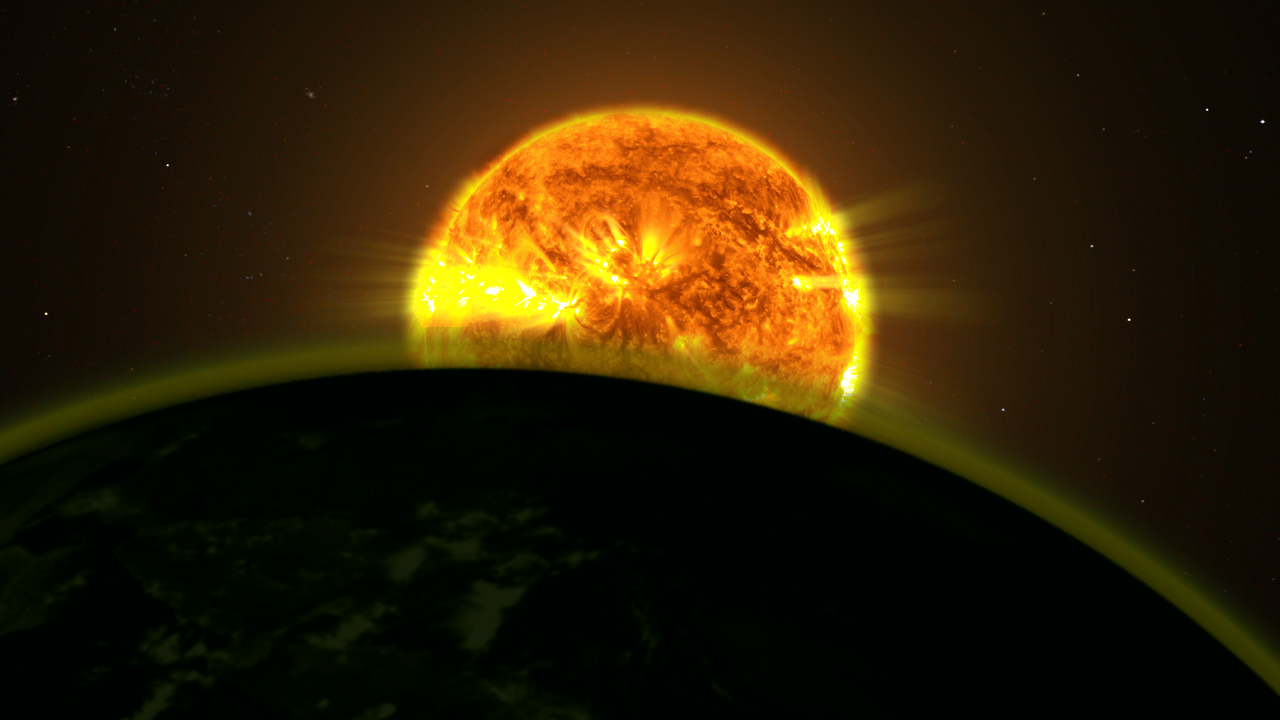
Ilustración artística de un exoplaneta con señales de agua en su atmósfera

Algunas de estas incógnitas pueden ser respondidas teóricamente. La composición atmosférica de Kepler-296e es desconocida, pero considerando la abundancia en el universo de los compuestos presentes en la terrestre (especialmente de hidrógeno y oxígeno), es probable que cuente con ellos o al menos que estuviesen presentes en su atmósfera primigenia. Es posible que la cercanía de su estrella y la consecuente exposición al viento estelar haya despojado al planeta de la mayor parte de su atmósfera (o al menos del hidrógeno, como se sospecha que ocurrió en Venus), especialmente si carece de campo magnético.

#### Estabilidad estelar
Se sabe muy poco sobre las características de la estrella Kepler-296, aunque su masa (0.45 veces la del Sol), radio (0.43 veces) y temperatura (3300 °C) se corresponden con los de una enana roja. Las estrellas fulgurantes son, en todos los casos, enanas rojas de tipo espectral M o K-tardíos, siendo este el caso de Kepler-296. Las violentas erupciones que sufren este tipo de estrellas pueden multiplicar por cuatro su temperatura superficial e incrementar en igual medida su magnitud (registrándose erupciones de solo 20 minutos de duración que han multiplicado por 10 000 su brillo). Durante años se ha debatido sobre la hostilidad que este tipo de estrellas presentarían para la vida y si es posible que existan seres capaces de resistir los efectos de estas erupciones o de protegerse de ellas, ya que las estrellas tipo M y K son las más abundantes en el universo (y también las más longevas). En cualquier caso, se necesitan más observaciones para conocer si Kepler-296 es una estrella fulgurante.

#### Presencia de agua
Las enormes distancias del universo representan el mayor obstáculo de la exoplanetología. Con frecuencia, los telescopios disponibles no permiten responder a las incógnitas que se plantean, y se recurre a extrapolaciones, teorías y argumentaciones que parten de los datos disponibles del propio objeto o de la comparación con otros cuerpos celestes del sistema solar. El porcentaje de planetas telúricos situados en la zona habitable de sus estrellas que cuentan con agua sobre su superficie es desconocido, pero tanto el hidrógeno como el oxígeno son elementos muy comunes en el universo y se sabe que al menos dos de los cuatro planetas terrestres del sistema solar tuvieron en algún momento de su historia agua líquida sobre su superficie (probablemente, tres). Es posible que la proximidad respecto a su estrella haya despojado progresivamente a Kepler-296e de todo su hidrógeno inicial, convirtiéndolo en un planeta desierto. Futuras herramientas, como el Proyecto Espacial Darwin y el E-ELT podrían arrojar luz al respecto.

#### Campo magnético
La magnetosfera protege a los cuerpos celestes de las partículas cargadas de alta energía presentes en el viento estelar. En sistemas planetarios como Kepler-296, los planetas tienden a situarse muy próximos a su estrella y su exposición a los efectos de la misma es mucho mayor. Los medios actuales impiden conocer la presencia de un campo magnético significativo en Kepler-296e, que sería de vital importancia para preservar cualquier forma de vida. Sin la magnetosfera, no hubiese sido posible la formación de una capa de ozono en la atmósfera externa de la Tierra, dejándola expuesta a los efectos de la radiación ultravioleta.

#### Anclaje por marea
Kepler-296e se encuentra a solo 0.15 UA de su estrella, completando su año en 34.14 días. Tal cercanía podría suponer un anclaje por marea respecto a la misma, de forma que el planeta siempre ofreciese la misma cara a su estrella. Como resultado, no habría ciclos día-noche (es decir, habría un hemisferio diurno y otro nocturno). Más allá de las consecuencias que este hecho pudiera tener sobre la presencia de un campo magnético significativo en Kepler-296e, la ausencia de rotación provocaría un clima extremo en cada hemisferio (el lado iluminado registraría temperaturas elevadas mientras el nocturno sería un desierto polar), con una franja templada a lo largo de la zona del crepúsculo o terminador. En planetas pequeños con escasa fuerza de gravedad, la atmósfera podría congelarse en su totalidad en el lado nocturno, aunque se cree que aquellos cuerpos de masa igual o superior a la Tierra tienen la suficiente atracción como para retener una atmósfera considerable que reparta el calor por todo el planeta. En cualquier caso, las temperaturas seguirían siendo muy dispares entre ambos hemisferios.
Con un período orbital de 88 días y una distancia respecto al Sol de 0.387 UA, la distancia entre Mercurio y su estrella es algo más del doble que la de Kepler-296e respecto a la suya. Sin embargo, la masa de Kepler-296 es aproximadamente un tercio de la solar (al igual que su radio), por lo que su influencia gravitatoria es muy inferior. Considerando que Mercurio no está acoplado por marea al Sol (su rotación está condicionada por una resonancia orbital de 2:3, en la que rota tres veces por cada dos años mercurianos), existe la posibilidad de que Kepler-296e no presente anclaje por marea, dado que al igual que Mercurio tiene una órbita excéntrica (aproximadamente 0.10 frente a los 0.20 de Mercurio). Esta hipótesis podría verse reforzada por la influencia que otros cuerpos del sistema Kepler-296 ejercen sobre el planeta, dada la masa y proximidad de los mismos. De igual modo, como ocurrió en la Tierra y probablemente en Venus y Urano, es posible que recibiese impactos de protoplanetas durante su formación que alterasen la inclinación de su eje y su rotación, y/o que tenga satélites naturales que puedan afectar a la duración de sus días; rompiendo el hipotético acoplamiento respecto a su estrella. Esta última posibilidad requeriría que el satélite orbitase a Kepler-296e en muy pocos días ya que, en caso opuesto, el sistema sería totalmente inestable (dada la proximidad del planeta respecto a su estrella y a otros cuerpos planetarios de considerables dimensiones).
Las estrellas tipo K marcan el límite de aquellas que pueden albergar exoplanetas anclados por marea respecto a ellas en su zona habitable. En el caso de Kepler-296, de tipo K-tardío (casi M), el límite se sitúa justo después del confín externo de la zona habitable (Kepler-296 se encuentra en el confín interno). De no verse favorecido por su excentricidad, por la influencia gravitatoria de sus compañeros planetarios, por satélites naturales y/o colisiones a gran escala durante su formación; es improbable que presente ciclos de noche y día.

#### Tectónica de placas
La tectónica de placas parece ser un proceso inherente al tamaño, masa y rotación de un planeta. Una corteza no excesivamente gruesa asentada sobre un manto líquido en un planeta telúrico en rotación de un tamaño aproximado o superior al de la Tierra, debería presentar una tectónica de placas que reciclase sus materiales. Si Kepler-296e no presenta acoplamiento por marea, es muy probable que registre este fenómeno geológico.

### Estimación

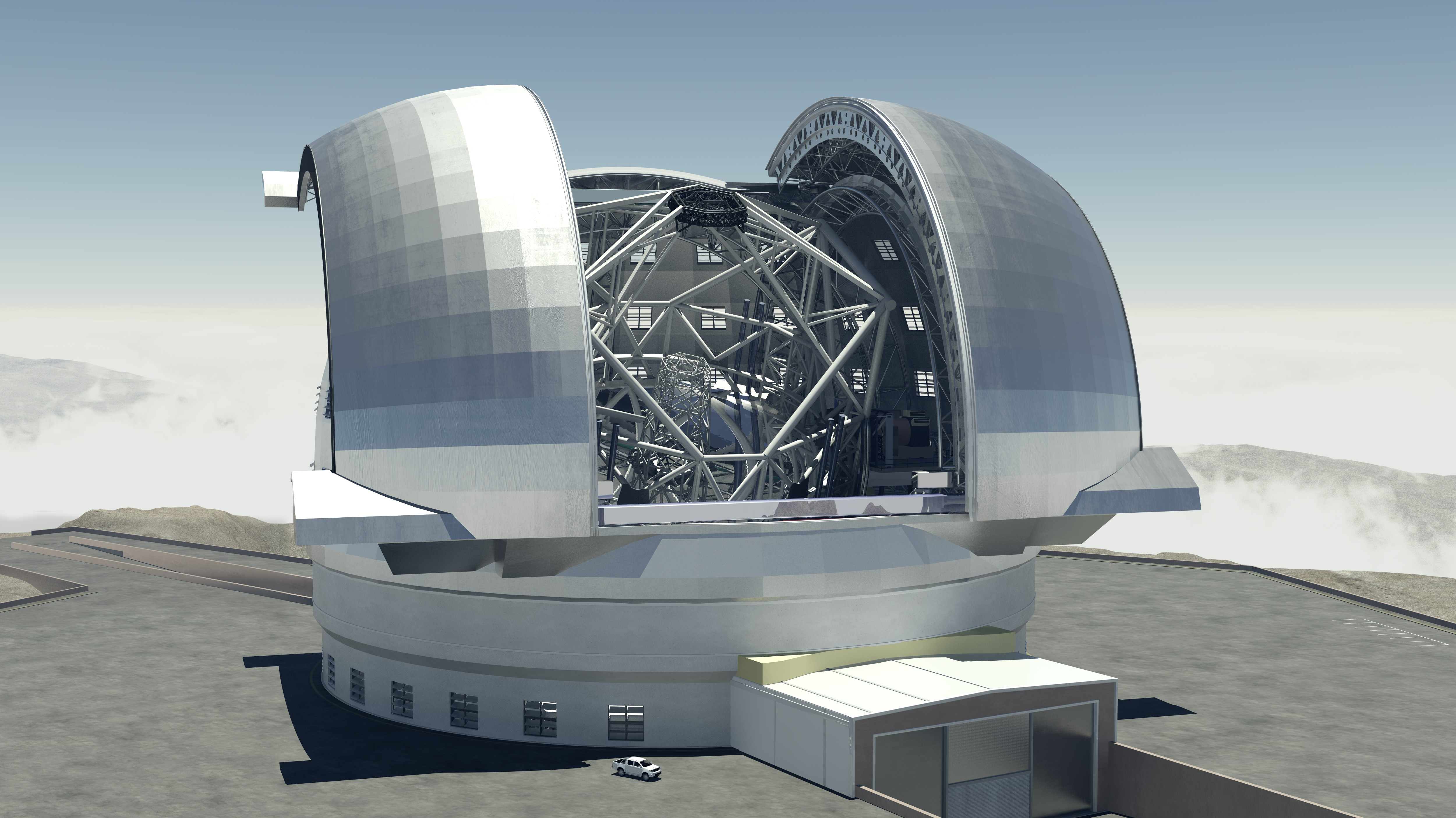
Recreación virtual del futuro E-ELT

Las probabilidades reales de que existan formas de vida sobre Kepler-296e dependen en gran medida del cumplimiento de estos elementos. La ecuación de Drake, que estima la cantidad de civilizaciones extraterrestres en la Vía Láctea, fue concebida en 1961 y no considera los datos extraídos en las observaciones recientes. Pese a las fuertes críticas y continuas revisiones a la baja realizadas sobre el cálculo de Frank Drake, los descubrimientos de los últimos años parecen demostrar una cierta tendencia hacia el principio de mediocridad (al menos en cuanto a planetas potencialmente habitables), por encima de la hipótesis de la Tierra especial. Las estimaciones más recientes hechas por los astrónomos con los datos de la misión Kepler, elevan el número de exoplanetas del tamaño de la Tierra que orbitan a su estrella en la zona de habitabilidad a 40 000 millones, tan solo en nuestra galaxia. Considerando que los problemas observados con anterioridad derivan en su mayor parte de un posible anclaje por marea respecto a la estrella anfitriona (algo que solo se daría en aquellas tipo M o K-tardíos), los científicos calculan que de ellos, 11 000 millones orbitarían estrellas similares al Sol, cuya zona de habitabilidad se sitúa a demasiada distancia como para registrar este fenómeno. Estadísticamente, estas cifras supondrían que el exoplaneta habitable más cercano podría estar a 12 años luz.
La frecuencia con la que aparece la vida en los exoplanetas que reúnen las características adecuadas es una incógnita. Algunos expertos creen que en tales circunstancias la vida siempre surge, aunque sea en forma de organismos unicelulares. Considerando el curso de la evolución de la vida en la Tierra, la probabilidad de encontrar mundos habitados exclusivamente por esta clase de organismos es mucho mayor que la de hallar planetas poblados por formas de vida complejas, aunque por simple probabilidad estadística debe haber millones de estos últimos solo en la Vía Láctea, y puede que cientos o incluso miles de civilizaciones.
Algunos de los problemas planteados de cara a la habitabilidad de Kepler-296e podrán ser resueltos en un futuro cercano con herramientas como el Proyecto Espacial Darwin, el Terrestrial Planet Finder, el E-ELT o el GMT; que permitirán a los atrónomos conocer la composición de su atmósfera, estudiar su clima y detectar gases que puedan indicar la presencia de vida.

## Cielo nocturno
A pesar del menor tamaño de Kepler-296 en relación con el Sol, Kepler-296e se encuentra proporcionalmente más próximo a su estrella que la Tierra, por lo que ocupará una porción mayor del cielo. El gigante gaseoso KOI-1422.03 se encuentra a unos 12 500 000 km de Kepler-296e y se verá en el cielo de este último unas 13 veces mayor (en su máxima aproximación) que la Luna desde la Tierra, dando lugar a frecuentes eclipses. Kepler-296e, una supertierra, también aparecería notoriamente en su bóveda celeste como un objeto dos veces mayor que la Luna en la misma comparación, cuando ambos cuerpos se sitúen en la distancia mínima de intersección orbital. El resto (KOI-1422.02 y .04) serían fácilmente apreciables en su momento de máxima cercanía, aunque menos que la Luna desde la Tierra (en ambos casos se verían con mucha más claridad que el planeta Venus).